# Cúp quốc gia Wales 1975–76
Cúp quốc gia Wales FAW 1975–76 là mùa giải thứ 89 của giải đấu bóng đá loại trực tiếp hàng năm dành cho các đội bóng ở Wales.

## Từ viết tắt
Tên giải đấu nằm sau tên các câu lạc bộ.
- CCL - Cheshire County League
- FL D2 - Football League Second Division
- FL D3 - Football League Third Division
- FL D4 - Football League Fourth Division
- NPL - Northern Premier League
- SFL - Southern Football League
- WLN - Welsh League North
- WLS - Welsh League South

## Vòng Bốn
Vòng này có sự tham gia của 9 đội thắng ở vòng Ba và 7 đội mới.
| Số thứ tự trận | Đội nhà         | Tỉ số | Đội khách                    |
| -------------- | --------------- | ----- | ---------------------------- |
| 1              | Chester (FL D3) | 8–1   | Kidderminster Harriers (SFL) |

## Vòng Năm
| Số thứ tự trận | Đội nhà         | Tỉ số | Đội khách       |
| -------------- | --------------- | ----- | --------------- |
| 1              | Wrexham (FL D3) | 0–0   | Chester (FL D3) |
| đá lại         | Chester (FL D3) | 2–1   | Wrexham (FL D3) |

## Bán kết
Hereford thắng 5-4 trong loạt sút luân lưu.
| Số thứ tự trận | Đội nhà                 | Tỉ số | Đội khách               |
| -------------- | ----------------------- | ----- | ----------------------- |
| 1              | Hereford United (FL D3) | 1–1   | Shrewsbury Town (FL D4) |
| đá lại         | Shrewsbury Town (FL D3) | 1–1   | Hereford United (FL D3) |
| 2              | Chester (FL D3)         | 0–0   | Cardiff City (FL D3)    |
| đá lại         | Cardiff City (FL D3)    | 1–0   | Chester (FL D3)         |

## Chung kết
| Số thứ tự trận | Đội nhà                 | Tỉ số | Đội khách               |
| -------------- | ----------------------- | ----- | ----------------------- |
| 1              | Hereford United (FL D3) | 3–3   | Cardiff City (FL D3)    |
| 1              | Cardiff City (FL D3)    | 3–2   | Hereford United (FL D3) |